# Ark: Survival Evolved
Ark: Survival Evolved è un videogioco survival creato e pubblicato dallo Studio Wildcard. Il videogioco è disponibile per le piattaforme Linux, Microsoft Windows, macOS, PlayStation 4, Xbox One e Nintendo Switch. Il gioco era stato distribuito in accesso anticipato il 2 giugno 2015 per Microsoft Windows e OS X, e il 1º luglio 2015 per Linux. Nel gioco, i giocatori, partendo sprovvisti di qualsiasi strumento, dovranno sopravvivere in un mondo ostile popolato da dinosauri e altre creature preistoriche.
Il gioco può essere vissuto sia in terza sia in prima persona. La mappa del gioco è inoltre esplorabile sia a piedi sia in sella ad una qualsiasi creatura addomesticata. I giocatori sono in grado di utilizzare sia armi rudimentali come lance, accette e picconi (costruibili con oggetti che si raccolgono sull'isola come legno e pietre) utilissime a inizio gioco, sia armi da fuoco, oltre alla possibilità di costruire accampamenti e basi per difendersi da animali. Si ritiene che fosse il gioco più giocato del 2016.

Il gioco è disponibile sia in modalità single-player sia in modalità multiplayer, quest'ultima modalità permette ai giocatori di collegarsi con altri giocatori e formare alleanze. Disponibile anche modalità CO-OP per due giocatori in esclusiva per Xbox One e PlayStation 4.
Lo sviluppo del gioco iniziò nell'ottobre del 2014. Il team di sviluppo condusse numerose ricerche in campo di biologia e paleontologia, in modo da dare ai dinosauri e alle creature preistoriche e anche all'ambiente in generale un aspetto più realistico possibile.

## Trama

### The Island - Extinction
Nel XXII secolo, 2 grandi fazioni militari si scontrarono in una guerra, usando la tecnologia Tek, che funzionava con una sostanza chiamata "Elemento". L'Elemento si sparse per la terra a livelli allertanti, creando i Titani, enormi mostri che fecero una strage di scala planetaria. Per salvarsi, gli umani crearono le Ark, enormi stazioni spaziali ricche di vita, e lanciarono in orbita migliaia di Ark.
La storia prosegue in due modi: il primo che si basa sulle note dell'esploratore che possono essere raccolte e il secondo sull'avventura del giocatore: il nostro personaggio si sveglierà sulla spiaggia di The Island, un'isola piena di creature preistoriche. Man mano che si avanza nel gioco, si otterrà oggetti più avanzati, addomesticherà creature sempre più forti è combatterà contro i seguenti boss:
- Megapitecus: Un enorme gorilla albino,si trova in un tempio sulle montagne, accessibile con l'obelisco blu. Ha delle ferite sulla faccia e sulla spalla destra ed ha un occhio cieco. Può evocare Gigantopitechi e Mesopitechi.
- Broodmother Lysrix: Un enorme ragno verde e rosso, si trova dentro una caverna accessibile tramite l'obelisco verde. Può evocare degli Aranei.
- Drago: Un enorme drago viola e arancione che si trova ai piedi di un vulcano in eruzione, accessibile con l'obelisco rosso. Nell'arena vi sono Pterosauri aggressivi.
- Dodorex: Un ibrido fra un Dodo e un T-rex, comparirà solo durante l'evento di Halloween e non fa parte della storia. Puo` evocare degli Zomdodo.
- Ed infine c'è il boss supremo,ovvero braccio destro di Rockwell: StellaSotterata. Un boss praticamente indistruttibile capace di scavalcarti dalle cavalcature solo con la forza del pensiero e richiama in suo aiuto tutti i dinosauri esistenti su Ark.

## Modalità di gioco
In Ark: Survival Evolved per sopravvivere, i giocatori devono stabilire una base che verrà costruita con materiali trovati sull'isola come il legno o le rocce; l'accampamento può essere provvisto anche di un focolare, e la base che si andrà a creare può essere usata anche come ripostiglio per armi, risorse o fungere da stalla per le cavalcature; attività aggiuntive, come domare e mantenere dei dinosauri o altre cavalcature, richiede in genere più risorse. La mappa del gioco, chiamata appunto "The Island", comprende un'area di circa 48 chilometri quadrati; di cui circa 36 chilometri quadrati di terre emerse e 12 chilometri quadrati di oceano.
Per costruire una base, i giocatori devono guadagnare i vari componenti richiesti, che vengono sbloccati passando di livello. Una volta sbloccati questi componenti vengono creati tramite le materie prime indicate nell'inventario, per poi essere posizionate in qualsiasi punto della mappa. Tuttavia tali strutture non sono indistruttibili e possono essere distrutte da giocatori o creature ostili; l'integrità strutturale dell'edificio è compromessa soprattutto quando vengono danneggiate o distrutte le colonne o le fondamenta. La costruzione di armi e altri utensili avviene allo stesso modo, e mano a mano che si sale di livello è possibile sbloccare nuovi oggetti passando da attrezzi primitivi ad armi e accessori via via sempre più tecnologiche, come pistole o mitragliatrici. Se un giocatore viene ferito o riceve dei danni la sua barra di salute scende e per ricaricarla è necessario consumare del cibo oppure usare oggetti speciali per un recupero vitale più veloce.
All'interno del gioco ci sono ben sessanta tipi di dinosauri e altre creature preistoriche. La maggior parte di esse possono essere addomesticate. Per addomesticarle si usano particolari armi (partendo da fionde e mazze primitive arrivando a fucili con munizioni sedative) o animali particolari, per farli svenire, per poi cibarli con carne (per i carnivori) o bacche/verdure (per gli erbivori), o con particolari crocchette con un uovo preciso e altri ingredienti, che variano a seconda dell'animale che si vuole addomesticare. Il torpore dell'animale, però, scenderà, perciò si dovrà nutrire con narcotici, narcobacche o altre sostanze. Aspettando un po’ di tempo l’animale si addomesticherà. Una volta addomesticato è possibile dare un nome al proprio animale o impartirgli di rimanere fermo, di attaccare o di seguirvi. Le creature più grandi possono essere inoltre cavalcate, acquisendo le loro capacità e le loro statistiche, come la corsa veloce, il movimento subacqueo e il volo, oltre a punti salute, difesa e resistenza. Tuttavia quando si va a cavallo di una bestia non è possibile utilizzare armi (tranne per alcune eccezioni), o altri oggetti e si potrà fare affidamento solo alla forza dell'animale. Tali creature possono essere usate anche per il trasporto di risorse o alleati; possono inoltre essere posti di guardia alla propria base o essere inviati in battaglia contro i nemici; ad esempio, un branco di Utahraptor possono essere posizionati a guardia del proprio campo base, o un gruppo di Triceratopi può essere utilizzato per attaccare una base nemica. Tuttavia, le creature addomesticate possono essere uccise da altre creature o da umani ostili, e una volta morte queste creature non potranno tornare in vita e le risorse che portavano spariranno. Oltre a creature addomesticabili il gioco offre un vasto ecosistema saturo di bestie preistoriche, come il dodo, la tigre dai denti a sciabola e il mammut lanoso, oltre ad alcuni insetti preistorici giganti come la Meganeura e la Titanomyrma. Ogni creatura nel gioco ha un suo ecosistema e una sua gerarchia nella catena alimentare.

## Sviluppo
Le operazioni preliminari per lo sviluppo di Ark: Survival Evolved iniziarono nell'ottobre del 2014. Lo Studio Wildcard, di cui fa parte la squadra di produzione con sede a Seattle, ha cooptato con gli sviluppatori con sede in Egitto alla Instinct Games, per facilitare lo sviluppo del gioco. Il team di sviluppo è stato ispirato da celebri film di dinosauri come Jurassic Park e Alla ricerca della Valle Incantata.
Il team di produzione del gioco ha aggiunto varie funzionalità; queste funzionalità dovevano rendere il gioco più di un semplice survival, che permette al giocatore di esplorare l'isola e sconfiggere boss per scoprire nuovi luoghi segreti. Come affermato dallo stesso direttore creativo Jesse Rapczak: i produttori hanno preferito indirizzare il gioco verso un altro obbiettivo; mentre nei classici survival lo scopo del gioco è arrivare alla fine, in Ark: Survival Evolved i programmatori hanno voluto «fornire una maggiore profondità e non finalizzare il gioco al semplice completamento della trama … ma avere anche un luogo da esplorare per intero».
Come affermato da Rapczak, il gioco, alimentato da Unreal Engine 4, contiene "decine di migliaia" di intelligenze artificiali di entità, utilizzate per animare tutte le varie creature del gioco. Il gioco offre anche il supporto per la realtà virtuale, lo stesso Rapczak, dopo quasi tre anni di esperienza con il display montato sulla testa, ha affermato che portare il gioco su piattaforma VR, era già in progetto fin dall'inizio.

## Espansioni
Sono state rilasciate delle espansioni: 
Scorched Earth, dove il sopravvissuto sarà costretto a sopravvivere in condizioni di estremo caldo e sete in un vasto deserto; 
Aberration, dove i giocatori si troveranno un mondo sotterraneo molto caratteristico dove la luce del sole è dannosa. In Aberration si potrà sfruttare il potere dell’elemento, così da usare armi estremamente potenti; 
Extinction, dove il giocatore si troverà in un vasto mondo suddiviso in vari biomi, di cui 2 (deserto e montagna) si trovano sotto ad una cupola. Anche qui, come in Aberration, sarà possibile usare l’elemento, con la differenza che qua si potrà farmare;
Genesis parte 1 dove si è in una simulazione con 5 ambienti diversi (montagna, palude, vulcano, oceano e spazio); 
Genesis parte 2, dove a differenza della prima parte, di dovrà sopravvivere in un'astronave contenente 3 zone(zona normale, zona corrotta e spazio). 
The Center, dove, invece della normale isola, ci si troverà in un’isola caratterizzata da alcune isole volanti; 
Ragnarok, dove ci si ritroverà in un vasto altopiano di 144 km quadrati, pieno di biomi, però quest’ ultimo ospita gli Orsi Polari e alcune speciali Viverne; 
Primitive Plus, dove, al contrario del normale progresso verso l’uso di armi da fuoco o torrette, caratteristico delle normali modalità, si potranno usare solo gli attrezzi primitivi; 
Valguero, un grande altopiano circondato da una grande foresta, una zona innevata, una palude e una giungla; 
Crystal Isles, un mondo formato da isole volanti (quest’ultimo, insieme a The Center, Ragnarok, Valguero e Primitive Plus sono contenuti riscattabili gratuitamente).

## Creature presenti nel gioco
Per la creazione delle numerose creature che affollano le mappe "Ark" del gioco, i programmatori hanno fatto numerose ricerche in campo biologico e paleontologico, leggendo "libri del pubblico generali" e articoli online, e chiedendo consigli e aiuto ad amici che hanno studiato nel campo delle scienze biologiche. Ovviamente durante la creazione delle creature, i produttori utilizzarono la licenza creativa per il gioco, poiché le creature presenti nel gioco non rispecchiano la vera natura delle loro controparti preistoriche, ma presentano un aspetto mutato o più realisticamente evoluto.